# Marie af Medici
Marie af Medici (italiensk: Maria de’ Medici (uden apostrof: Maria dei Medici)), fransk: Marie de Médicis) (26. april 1575 i Firenze – 3. juli 1642 i Köln) var som Henrik den 4's anden hustru dronning af Frankrig fra 1600 til 1610. Efter mordet på Henrik, der skete dagen efter hendes kroning, regerede hun under sønnens mindreårighed fra 1610 til 1617.
Marie var medlem af den rige og magtfulde florentinske Medici familie, idet hun var datter af storhertugen af Toscana, Frans 1. af Toscana (it.: Francesco de' Medici).

## Tidligt liv
Marie blev født den 26. april 1575 i Palazzo Pitti i Firenze i Storhertugdømmet Toscana som datter af storhertug Storhertug Frans 1. af Toscana (1541-87) og ærkehertuginde Johanna af Østrig (1547-78). Gennem sin far tilhørte hun den magtfulde og indflydelsesrige Medici-familie, som herskede i det nordlige Italien i middelalderen og renæssancen. Hendes morforældre var den tyske kejser Ferdinand den 1. (1503-65) og Anna af Bøhmen og Ungarn (1503-47). Anna var datter af Vladislav 2. af Bøhmen og Ungarn (polsk: Władysław, ungarsk: Ulászló, tjekkisk: Vladislav) (1456-1516)) og Anne de Foix-Candale (1484-1506). Marie var født i en børneflok på syv, men kun Marie og søsteren, Eleonora af Medici, overlevede barndommen.

## Dronning
Marie blev anset for at være usædvanlig smuk i sin ungdom. I oktober 1600 blev hun gift med Henrik 4. af Frankrig, efter at hans første ægteskab med Marguerite de Valois (1553-1615) var blevet annulleret i 1599. Hendes ældste søn, den franske tronarving og kommende konge, Ludvig, blev født på Fontainebleau det følgende år.
Ægteskabet var ikke lykkeligt. Dronningen skændtes højlydt med Henriks elskerinder i et sprog, der chokerede det franske hof. Hun skændtes mest med kongens førende elskerinde, Catherine Henriette de Balzac d'Entragues, som Henrik havde lovet ægteskab efter sin tidligere officielle elskerinde, Gabrielle d'Estrées' død. Da han undlod at indfri løftet og giftede sig med Marie, førte det til konstante politiske intriger. Selvom Henrik let kunne have forvist elskerinden og støttet sin nye dronning, gjorde han det aldrig. Som gengæld udviste Marie stor sympati og støtte til ægtemandens forskudte ekskone, Marguerite de Valois.
I Henriks levetid viste Marie ingen særlig interesse for politik. Blot timer efter mordet på Henrik i 1610 blev hun taget i ed som regent af parlamentet i Paris. Hun forviste straks Henriks elskerinde fra hoffet. Imidlertid var Marie ikke særlig intelligent, men særdeles stædig, og hun lod sig snart fuldstændig styre af sin hofdame, Leonora "Galigai" Dori. Dori konspirerede med sin skrupelløse italienske mand, Concino Concini, der blev udnævnt til Marquis d'Ancre og Marskal af Frankrig til trods for, at han aldrig havde været i kamp.

## Børn
1. Ludvig 13. af Frankrig (1601-43), gift med Anna af Østrig (1601-1666)
2. Elisabeth (1602-44), gift med kong Filip 4. af Spanien
3. Christine (1606-63), gift med hertug Victor Amadeus 1. af Savoyen
4. Nicolas-Henri, hertug af Orléans (1607-11)
5. Gaston, hertug af Orléans (1608-60), gift med Maria af Bourbon.
6. Henriette Marie (1609-69), gift med kong Karl 1. af England